# 地雷系ロック
地雷系ロック（じらいけいロック）、あるいは地雷系アイドルロックとは、日本の女性ライブアイドルシーンにおける音楽性およびグループコンセプトのジャンル名、およびそれらのグループが構成する界隈の総称である。音楽ライターの冬将軍が提唱した造語で、2020年代にひとつのムーブメントを確立している。アイドルwebメディア「Pop'n'Roll」にて連載されていたコラム「偶像音楽 斯斯然然」（ぐうぞうおんがく かくかくしかじか）において継続的に取り扱われた。

## 定義
いわゆる地雷系に類するメイクやファッションをした、作り込まれたビジュアルのアイドルが、心の闇・病み、共依存といった負の感情や重い愛をあらわにした楽曲で独自の世界観を構築していくコンセプトのグループおよびその楽曲ジャンルを指して用いられる。
狭義にはヴィジュアル系・バンギャやゴシック・アンド・ロリータといった従来のゴスに作り込まれたファッション・音楽ジャンルの影響下にあるものとは異なる、インフルエンサー・地下アイドルシーンで広まった過程を念頭に置くジャンルとされ、この場合特に音楽性においてはV-ロック直系とは異なるロックを指向する楽曲およびグループを指す。
広義には音楽ジャンルとして直接的にV-ロックの影響下にあるグループをも含め、（音楽的なジャンルは広くロックとした上で）上述のように負の感情や内面的な心情を露わにする歌詞と高度に作り込まれたビジュアルにより構築される地雷系女子によるロック、およびそうしたコンセプトを持つアイドルグループ群を指す。
従来の女性地下アイドルと比べて、同性同年代からの支持が厚いことが特徴的である。

## 略史
2019年デビューの悲撃のヒロイン症候群は自撮り界隈、インフルエンサーに類するメンバーを集め、病みカワなファッションやルックスと少年少女の気持ちに寄り添う歌、1枚のアーティスト写真に膨大な要素を盛り込み徹底的に作り込まれたビジュアルで独自の世界観を打ち出し、同性同年代を中心に熱狂的な支持を集めた。悲撃のヒロイン症候群は楽曲の一部をミオヤマザキのtakaが手がけており、音楽性としてはヴィジュアル系ロックとは異なるベクトルをもつ。
2020年4月には男女混合アイドル・モノクローンが同様に自撮り界隈、インフルエンサーを集めたメンバーで結成され、人気を集めた。
2021年4月に悲撃のヒロイン症候群が解散。同グループの母体であるHEROINESにおいては同4月にゴシックメタル指向の新グループ・BLK LiLiYが誕生。2020年活動開始のTENRINと共にHEROINESのダーク・ロック系グループとして活動した。さらに2022年以降、HEROINESでは元悲撃のヒロイン症候群メンバーが所属、あるいは中核メンバーとなるGILTY × GILTY、AdamLilith、ガガピエロが相次いで結成され、HEROINESにおけるダーク系・ゴシック系のグループとしてまとまりを形成していった。
2022年6月、サブカルを標榜し、2000年代ネオ・ヴィジュアル系バンド直系の音楽に影響を受けた新アイドルグループ・マーキュロが結成される。結成1周年で恵比寿LIQUIDROOMワンマン、2周年でZepp DiverCityワンマン開催・完売を達成するなど、急速にファン層を拡大した。2023年10月にはマーキュロが主宰するヴィジュアル系アイドルレーベルサークルライチが誕生。第一弾として「第2期生」3グループが結成され、2024年9月までに東名阪各地に計8グループ・ソロアイドル1名・塾生（候補生）1グループを擁する一大レーベルへと発展した。
他方、マーキュロと同じく2022年6月にデビューしたNANIMONOは「インキャが世界を救う」をコンセプトにZ世代女性を中心に人気を博し、結成1年でメジャーデビューを果たした。NANIMONOが所属し、雨ノ弱のボーカル・こゆびちゃんが代表・プロデューサーを務めるプロジェクト「OTONA CHILD.」（オトナチルドレン）からはAZATOY、hakanaiの2組が姉妹グループとしてデビューし、規模を拡大している。
2024年8月から9月にかけて、サークルライチとOTONA CHILD.はスプリットツアー「『教育実習』ツアー編」を共催。東名阪福の4都市を回った。
2024年10月31日にはサークルライチが「サークルライチ主催『Helloween』」を東京・Zepp DiverCityと大阪・BANANA HALLで同日同時開催し、東西合計32組のアイドルグループが出演。このシーンにおけるライブイベントの集客はZepp規模まで到達している。
地雷系ロックの提唱者である冬将軍は、「悲撃のヒロイン症候群が切り拓いた地雷系のアイドルシーンは、マーキュロによって確実に出来上がった」「（マーキュロ主宰レーベル「サークルライチ」発足を経て）このシーンは確固たる地位を確立した」と述べている。

## 主要なライブイベント

### 単発開催のライブ

#### サークルライチ主催『Helloween』
東京と大阪で同日同時開催。マーキュロ（東京）とガラチア（大阪）は両方の公演に出演しており、一方の公演に出演したあと互いに入れ替わるかたちで移動し、それぞれの拠点公演でトリを務めた。

### ツアー・継続的に開催されているライブ

#### 舞踏会
悲撃のヒロイン症候群による主催ライブ。第1回は自身のお披露目ライブであり、以後vol.4まで、体制変更の節目などに合わせて開催された。
HEROINES黎明期のグループを始め、じゅじゅ、BLACKNAZARENE、LADYBABYなど、現在も地雷系ロックアイドル周辺のシーンに関与するグループが出演した。

#### 『教育実習』ツアー編
サークルライチとOTONA CHILD.共同主催によるスプリットツアー。2024年6月9日に同出演者による対バンライブとして第1回を開催。同年8月から9月にかけて、全国ツアーに規模を拡大した「ツアー編」が開催された。
出演アーティスト
- サークルライチ
  -     - マーキュロ
    - クララ・マグラ
    - ベロティカ
    - ガラチア
    - 白百合と雨
    - VILLANS HOUSE
    - クライセカイ
    - ギミック
    - 閻魔ちゃん
- OTONA CHILD.
  -     - NANIMONO
    - AZATOY
    - hakanai

#### 東京絶対帝都
サークルライチが主催する対バンライブイベント。2022年7月のvol.1以来、月平均1〜2回の頻度で開催され、サークルライチ、HEROINES、OTONA CHILD.に所属するグループをはじめとした多数の地雷系ロックアイドルが出演する。

#### グラン・ギニュルー
マーキュロの冠主催対バン。

#### THOR'S HAMMER
HEROINESに所属するいわゆるロック系統・ダークなコンセプトを持つグループを集め、各組40分超・全組バンドセット・事前タイムテーブル非公開という形式で行われる対バンライブイベント。2024年12月現在までに2回開催されている。
| No.  | 開催日       | 会場                    | 出演                                                          | 備考 |
| ---- | ------------ | ----------------------- | ------------------------------------------------------------- | ---- |
| 無印 | 2024年4月9日 | 東京・恵比寿LIQUIDROOM  | - LADYBABY - TENRIN - GILTY × GILTY                           |      |
| 2nd  | 2024年9月4日 | 神奈川・川崎CLUB CITTA' | - AdamLilith - LADYBABY - ガガピエロ - TENRIN - GILTY × GILTY |      |

## 主要なアーティスト

### サークルライチ
- マーキュロ

サークルライチを主宰する第1期生グループで、同グループの台頭と共に地雷系ロックのシーンが完成されていった。
- クララ・マグラ
- ベロティカ
- ガラチア
- 白百合と雨
- クライセカイ
- VILLAINS HOUSE
- ギミック
- 閻魔ちゃん

### HEROINES
- 悲撃のヒロイン症候群

地雷系ロックアイドルの先駆者。病みかわを打ち出したコンセプトとビジュアルで同性同世代からの圧倒的支持を受けた。
- twinpale

元悲撃のヒロイン症候群である白雪姫乃、蒼井叶が所属。
- GILTY × GILTY

元悲撃のヒロイン症候群である白雪姫乃、蒼井叶がtwinpaleと兼任で所属。悲撃のヒロイン症候群やマーキュロに楽曲提供しているtaka（ミオヤマザキ）から楽曲提供を受けている。
- AdamLilith

元悲撃のヒロイン症候群である夜宵やむが所属。
- ガガピエロ

元悲撃のヒロイン症候群である胡桃兎愛が所属。
- TENRIN

前身は悲撃のヒロイン症候群の姉妹グループとして黎明期のHEROINESで活動したMOBIUS。TENRINに改名・体制変更後も地雷系ロックに分類されるグループと頻繁に共演している。
マーキュロとは継続的にツーマンライブ『相合傘』を開催している。
- LADYBABY

2020年まで活動した第3期体制においては悲撃のヒロイン症候群との交流を持っていた。
2023年に始動した完全新メンバーによる第4期体制よりHEROINESに参加。悲撃のヒロイン症候群にルーツをもつグループとも頻繁に対バンイベントを行いシーンを形成している。

### OTONA CHILD.
- NANIMONO

連載「偶像音楽 斯斯然然」最終回では「地雷系ロックと本質は一緒なれど、方法論が異なる象徴」として名前が上がっている。
- AZATOY

連載「偶像音楽 斯斯然然」第122回では「悲撃のヒロイン症候群のイズムを受け継いでいるHEROINES外のグループ」として名前が上がっている。
- hakanai

### MAD'S INK
名古屋を拠点とするマネジメント事務所ムスコノプロダクションに所属していたMAD MEDiCiNEとマザリが独立するかたちで2024年に立ち上がった東京拠点のマネジメント事務所。
- MAD MEDiCiNE

2022年4月にデビュー、ゴシック×デジタルを掲げる名古屋拠点のグループ。冬将軍は地雷系ロックアイドルの中心でシーンを引っ張っている「麒麟児」であると評価。メンバーの那月邪夢はシーンの中での自らの在り方について「ヒロシン（悲撃のヒロイン症候群）さんの二番煎じだ、みたいなことを最初は言われて。だから、そうならないように自分たちらしさを出すようにしていました。」と語っている。
マーキュロとは継続的にツーマンライブ『双生児』を開催している。
- マザリ

### その他
- モノクローン

2020年4月に結成、メンバー変更を行いながら活動したが2023年5月27日をもって一度活動を終了。2024年4月に新体制メンバーで再始動した。
- 現メンバーのくつしたちゃんは活動終了前の旧体制でもモノクローンとして活動したのち、AZATOYで活動していた。
- 現メンバーの月雲巫女は元悲撃のヒロイン症候群である。
- 旧体制メンバーのあんりゴンは後にクララ・マグラに参加した。

- アンチテーゼ[2]
- AVAM（アベアム）

2023年4月デビュー。ライブプラネット所属の地雷系ロックアイドル。マーキュロとは継続的にツーマンライブ『共依存』を開催している。
- ミソラドエジソン

2020年3月に結成された大阪拠点のグループ。「ネオゴシックを基軸に多種多様の音楽性を取り入れ作り込まれた楽曲、ファンタジー小説の１ページを切り取ったような歌詞で唯一無二の世界を創造する」というコンセプトを掲げている。2023年にはマーキュロ、TENRINと共に3マン東名阪ツアー『KERBEROS』を開催した。2024年11月活動終了。